# Basse Hveem
Basse Hveem, właśc. Leif Ole Hveem (ur. 29 marca 1920 w Oslo, zm. 23 lipca 1964) – norweski żużlowiec, występujący również na długim torze.

## Życiorys
Wielokrotny reprezentant Norwegii. Finalista indywidualnych mistrzostw świata (Londyn 1952 – rezerwowy, XVII miejsce) oraz dwukrotny finalista indywidualnych mistrzostw Europy na długim torze (Sztokholm 1957 – I miejsce i Mühldorf 1958 – XVIII miejsce).
Ośmiokrotny złoty (1938, 1940, 1947–1949 i 1951–1953) oraz srebrny medalista (1950) indywidualnych mistrzostw Norwegii na żużlu. Ośmiokrotny złoty medalista (1947–1949, 1951, 1953, 1955–1957) indywidualnych mistrzostw Norwegii na długim torze.
Startował w lidze angielskiej w barwach klubu West Ham Hammers oraz lidze południowoafrykańskiej – w barwach Durban Hornets.

## Przynależność klubowa
Wielka Brytania
- West Ham Hammers (1953–1956)

Południowa Afryka
- Durban Hornets (1952)
- Durban Hornets (1955)